# Choe Yun-ui
Dans ce nom, le nom de famille précède le nom personnel.
Choe Yun-ui (Hangul : 최윤의, hanja : 崔允儀), était un fonctionnaire de la dynastie Goryeo dans le territoire de l'actuelle Corée, ayant probablement inventé les caractères métalliques mobiles au XIIe siècle, améliorant la technique des caractères mobiles chinois en céramique, inventé par Bi Sheng au XIe siècle.
En collaboration avec 16 autres érudits, il utilisa ces caractères pour publier plusieurs dizaines de copies du Sangjeong gogeum yemun (en coréen : 상정고금예문, « Texte rituel prescrit du passé et du présent »), entre 1234 et 1241. 
La postface du livre, écrite par Yi Gyu-bo, explique comment il a été imprimé. Selon la même postface, le père de Choe Yi, Choe Chung-heon, a édité le Sangjeong yemun car quelques pages manquaient et des caractères étaient illisibles sur une version précédente. Il a gardé dans sa maison un exemplaire de la version éditée, et un autre a été conservé dans un centre de recherche de la dynastie Goryeo, à Yegwan. Lors de l'invasion mongole, Chung-heon part à Ganghwado, emportant avec lui une copie du livre. Par la suite, Cho Yi en publie 28 copies avec des caractères mobiles, et les envoie à différents centres administratifs du gouvernement local pour être conservés.
Des archives du royaume de Goryeo signalent un effort de publication important, les 50 volumes du Sangjeong Gogeum Yemun, ayant été imprimés en caractères métalliques mobiles autour de l'année 21 du règne Gojong, de la dynastie Goryeo (environ en 1234 apr. J.-C.).
Une autre publication importante, Nammyongcheonhwasang - Songjungdoga (« Sermons de la période Song - prêtre bouddhiste Nammyongcheon ») a été réalisée avec des caractères métalliques mobiles l'année 26 du même règne (environ en 1239 apr. J.-C.). Cependant, la participation de Choe Yun-ui à ce deuxième effort n'est pas confirmée historiquement.